# Муравски, Боб
Боб Муравски (англ. Bob Murawski; род. 14 июня 1964, Детройт) — американский монтажёр, известный по работе с режиссёром и сценаристом Сэмом Рэйми, и учредитель компании Grindhouse Releasing, занимающейся ремастерингом и дистрибуцией культовых эксплуатационных фильмов.
В 2010 году получил премию Оскар в номинации «Лучший монтаж» за фильм «Повелитель бури», разделив эту награду со своей супругой Крис Иннис (англ. Chris Innis). За этот фильм пара получила ещё семь менее значимых наград.

## Карьера
Родился в Детройте, детство провёл в городке Бэд Экс (англ. Bad Axe) на северо-востоке штата Мичиган. Был лучшим учеником в местной средней школе, закончив которую в 1982 году, поступил в Университет штата Мичиган, получив степень в области телекоммуникаций.
Некоторое время проработал в Детройте в дистрибьюторской компании Боба Мэйсона Mason Releasing, затем переехал в Голливуд, где работал ассистентом монтажа для нескольких фильмов, одним из которых стал «Человек тьмы» Сэма Рэйми. После «Человека тьмы» Муравски начал плотно сотрудничать с Рэйми, работая над многими его лентами, включая серию фильмов «Человек-паук». Сам Рэйми говорит, что Муравски «уделяет много внимания деталям и никогда не выпустит из монтажной комнаты что-то недоделанное».

## Награды
Фильм «Повелитель бури», победа в номинации «Лучший монтаж»:
- Оскар[5]
- BAFTA[6]
- ACE Eddie Award[7]
- The Online Film Critics Association Award[8]
- The Las Vegas Film Critics Association Award[9]
- Boston Society of Film Critics Award[10]
- The International Press Academy’s Golden Satellite Award[11]
- International Cinephile Society Award[12]

## Дистрибьюторская деятельность
В 1996 году Муравски учредил и возглавил голливудскую компанию Grindhouse Releasing, совладельцем которой является Сэйдж Сталлоне (сын актёра Сильвестра Сталлоне). Компания занимается качественным ремастерингом и переизданием на DVD культовых старых фильмов, относящихся к т. н. эксплуатационному кино. Среди релизов компании числятся ленты «Седьмые врата ада», «Каннибалы», «Ад каннибалов». Grindhouse Releasing также организует показы данных фильмов в кинотеатрах, в частности в мае-октябре 2010 перезапустив для киноэкранов фильм Сэма Рэйми «Зловещие мертвецы».

## Избранная фильмография (монтаж)
- 2009 — «Затащи меня в Ад»
- 2008 — «Повелитель бури»
- 2007 — «Человек-паук: Враг в отражении»
- 2004 — «Человек-паук 2»
- 2002 — «Человек-паук»
- 2000 — «Дар»
- 1995 — «Ночь пугала»
- 1995 — «Эксперт»
- 1993 — «Трудная мишень»
- 1992 — «Армия тьмы»